# 八纬路 (天津)
八纬路是天津市河东区的一条道路。历史上曾为天津俄租界的乌拉尔路，后改名为八纬路。

## 八纬路天津音乐街
天津音乐街坐落在八纬路上，全长300米，设有百余家音乐商业门店，其中包括乐器租售、音乐制作、音乐艺术培训等。

## 链接
1. ↑  .   [2010-01-02]. （原始内容存档于2019-09-15）.